# Universität Teramo
Die Universität Teramo (italienisch Università degli Studi di Teramo), kurz UNITE, ist eine staatliche Universität in der mittelitalienischen Stadt Teramo mit rund 10.000 Studenten und 300 wissenschaftlichen Angestellten. Die Universität Teramo wurde 1993 aus lokalen Fachbereichen der Universität Chieti gegründet und ist die jüngste Universität in den Abruzzen.

## Fakultäten
Die Universität Teramo gliedert sich in insgesamt fünf Fakultäten:
- Agrarwissenschaften
- Kommunikationswissenschaften
- Politikwissenschaften
- Rechtswissenschaften
- Veterinärmedizin

Rektor der Universität ist Prof. Luciano D’Amico.